# Playmobil: Филмът
„Playmobil: Филмът“ (на английски: Playmobil: The Movie) е англоезичен френски компютърно-анимационен приключенски музикален филм от 2019 година, базиран по едноименните играчки. Филмът е режисиран от ветерана на Дисни Лино ДиСалво (в неговия режисьорски дебют), по сценарий на Блейз Хемингуей, Грег Ерб и Джейсън Оремланд и е продуциран от On Animation Studios. Филмът е озвучен с гласовете на Аня Тейлър-Джой, Джим Гафиган, Гейбриъл Бейтман, Адам Ламбърт, Кинън Томпсън, Мегън Трейнър и Даниъл Радклиф.
Филмът излиза по киносалоните на 7 август 2019 г. във Франция и в България на 20 септември 2019 г. от bTV Studios.

## Озвучаващи артисти
| Персонаж           | Английски език   |
| ------------------ | ---------------- |
| Марла Бренър       | Аня Тейлър-Джой  |
| Чарли Бренър       | Гейбриъл Бейтман |
| Дел                | Джим Гафиган     |
| Рекс Дашър         | Даниъл Радклиф   |
| Император Максимус | Адам Ламбърт     |
| Блудбоунс          | Кинън Томпсън    |
| Феята-кръстница    | Мегън Трейнър    |
| Роботитрон         | Лино ДиСалво     |

## Дублажи
Синхронен дублаж
| Роля          | Изпълнител |
| ------------- | --- |
| Трент         | Петър Байков |
| Други гласове | Мина Костова Цветослава Симеонова Камен Воденичаров Кирил Бояджиев Денислав Борисов Таня Михайлова Вилма Карталска Камен Асенов Владимир Зомбори Светломир Радев Росен Белов Николай Върбанов Петър Байков Константин Лунгов Николай Петров Сандра Петрова |

| Обработка           | Андарта Студио |
| ------------------- | -------------- |
| Режисьор на дублажа | Кирил Бояджиев |

Войсоувър дублажи
| Озвучаващи артисти  | Мина Костова Елена Бойчева Петър Бонев Иля Пепеланов Росен Русев |
| Тонрежисьор         | Ясен Пенчев                                                      |
| Режисьор на дублажа | Йоанна Микова                                                    |

| Озвучаващи артисти  | Здрава Каменова София Джамджиева Димитър Ангелов Симеон Дамянов Христо Узунов |
| Превода             | Дарина Димитрова                                                              |
| Тонрежисьор         | Евгени Желязков                                                               |
| Режисьор на дублажа | Тодор Георгиев                                                                |